# Bisou esquimau
Pour les articles homonymes, voir bisou.

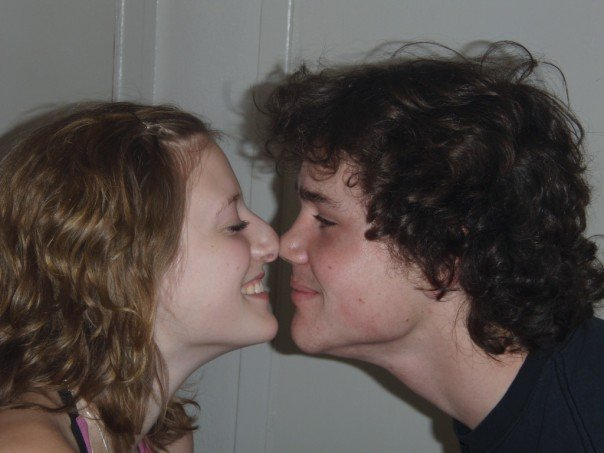
Bisou esquimau

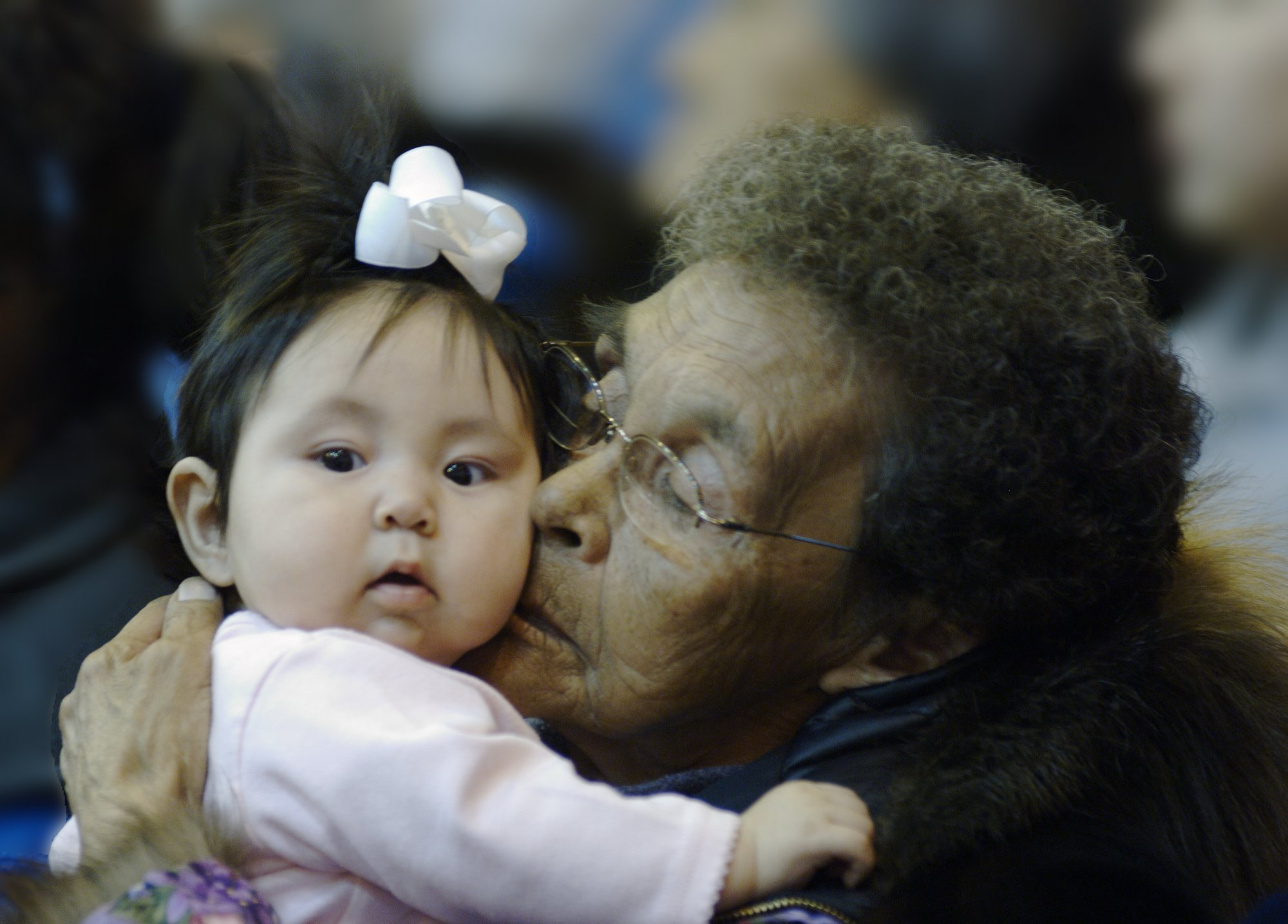
Bisou esquimau (puvipsuk) d'un Iñupiat lors du, Alaska

Dans la culture occidentale moderne, un bisou esquimau est un baiser dans lequel les nez des deux personnes sont pressés l'un contre l'autre. Ce baiser est vaguement basé sur la forme traditionnelle de salut inuit appelée ᑯᓂᒃ kunik.
Le kunik est une forme d'expression d'affection, habituellement entre membres de la même famille ou amants, qui consiste à presser le nez et la lèvre supérieure contre la peau (habituellement les joues ou le front) et à aspirer. Une erreur répandue est de dire que cette pratique est apparue car un baiser occidental ferait geler entre elles les bouches des Inuits. En fait c'est une forme de salut non érotique qui sert dans un contexte intime à deux personnes pour se saluer à un moment où presque seuls leur nez et leurs yeux sont exposés.
Lorsque les premiers explorateurs de l’Arctique découvrent ce geste, ils le surnomment baiser d'esquimau. Dans son usage occidental, ce baiser consiste à frotter l'un contre l'autre le nez de deux personnes. Une des plus anciennes représentations de ce baiser est présente dans le film de 1922 Nanouk l'Esquimau de Robert Flaherty, considéré pour beaucoup comme le premier documentaire ou film ethnographique.
D'autres saluts de différentes cultures sont semblables, par exemple le hongi des Maoris de Nouvelle-Zélande ou le salut des nomades mongols du désert de Gobi ainsi que les saluts de certaines cultures d'Asie du Sud-Est comme les Bengalis, les Cambodgiens, les Laotiens, les Thaïs et les Ibans. Le frottement du nez est utilisé par des tribus yéménites et omanaises.